# Friedenskreis Pankow
Der 1981 gegründete Friedenskreis Pankow war ein eigenständig arbeitender, aber innerhalb der Evangelischen Kirchengemeinde Alt-Pankow organisierter Arbeitskreis zu den Themen Friedenspolitik, Abrüstung,  Friedenserziehung und Umweltschutz. Als Teil der Friedens- und Umweltbewegung gehörte der Pankower Friedenskreis zur DDR-Opposition.

## Gründung 1981
Am 24. Oktober 1981 veranstaltete die Kirchengemeinde Alt-Pankow einen Gemeindetag zum Thema „Gegen Todsicherheit – Für den Frieden“. Für diesen Gemeindetag wurde mit einem extra gestalteten Plakat geworben. Während des Friedensfestes, zu dem ca. 500 Menschen gekommen waren, lud Hans-Jürgen Misselwitz zur Gründung eines Friedenskreises ein. Während eines Treffens am 27. November 1981 im Gemeindehaus legte er den etwa 50 Anwesenden einen Text mit der Überschrift „Überlegungen zur Arbeit des Friedenskreises in der Gemeinde“ vor. Es wurde der Beschluss gefasst, sich zukünftig als Pankower Friedenskreis zu treffen.
Zu den maßgeblichen Gründungsmitgliedern und Initiatoren des Friedenskreises gehörten neben der Pastorin Ruth Misselwitz und ihrem Ehemann Hans-Jürgen Misselwitz der Grafiker Martin Hoffmann, Marina Grasse, Freya Klier, Gerd Stadermann und Vera Wollenberger. Dem Kern des Friedenskreises gehörten nach seiner Gründung rund 30 Aktive an, wobei immer wieder Teilnehmer den Kreis verließen, z. T. durch Ausreise, und andere hinzukamen. Zeitweilig arbeiteten auch die späteren Mitglieder des Deutschen Bundestages Angelika Barbe und Werner Schulz im Friedenskreis mit.

## Organisationsform, Arbeitsweise und öffentliche Wirkung 1982–1989
Nach der Gründung des Friedenskreises bildeten sich Gruppen, die ständig oder zeitweilig zu bestimmten Themen arbeiteten. Die Arbeit in den Gruppen diente sowohl der Vorbereitung der monatlich stattfindenden sogenannten „Offenen Freitage“ oder „Großen Friedenskreise“ als auch der Teilnahme an kirchlichen Großveranstaltungen wie der Berliner Friedenswerkstatt und der Friedensdekade. Besonders aktiv waren die Arbeitsgruppen „Argumente für den Frieden“, „Kindererziehung“, „Gewaltfreies Training“, „Ökologie und Rüstung“ und der Frauenbibelkreis.
Obwohl der Pankower Friedenskreis grundsätzlich offen und nicht konspirativ arbeitete, wurde er bereits im September 1982 im Operativen Vorgang „Virus“ vom Ministerium für Staatssicherheit (MfS) erfasst. Ab 1983 nahmen regelmäßig bis zu 30 Direktstudenten des MfS und SED-Genossen an den „Großen Friedenskreisen“ und anderen Veranstaltungen teil. Sie versuchten, eine inhaltliche Arbeit zu verhindern oder zumindest zu erschweren. Außerdem berichteten zwischen 1982 und 1989 mehr als 30 Inoffizielle Mitarbeiter (IM) über den Pankower Friedenskreis.
Unter ihnen war auch Knud Wollenberger, der sich nach seiner Enttarnung im Jahre 1992 als einziger IM zu seiner Tätigkeit bekannte und dazu schriftlich Stellung nahm.
Der überwiegende Teil der Friedenskreis-Mitglieder waren getaufte Christen. Die ungetauften Mitglieder kamen zumeist aus kommunistischen Familien mit einem antifaschistischen biografischen Hintergrund, die sich bewusst gegen eine Taufe ausgesprochen hatten. Im Pankower Friedenskreis waren, anders als in den meisten anderen Oppositionsgruppen, über die Hälfte der Mitglieder Frauen. Die meisten Mitglieder hatten Kinder, was einerseits eines der Motive zur Mitarbeit war, andererseits der Konfliktbereitschaft Grenzen setzte. Unter den Berliner Oppositionsgruppen gehörte der Pankower Friedenskreis deshalb eher zu den gemäßigten Gruppen und trat im Vergleich zu Gruppen wie der Initiative Frieden und Menschenrechte (IFM) oder der Umwelt-Bibliothek weit weniger radikal auf. Dennoch sorgten die Mitglieder für den Fall einer Inhaftierung vor, indem sie Verfügungen schrieben und beim Pankower Superintendenten Werner Krätschell hinterlegten, in denen festgelegt war, von wem ihre Kinder in einem solchen Fall betreut werden sollten.
In den 1980er Jahren war der Pankower Friedenskreis durch die jährliche Teilnahme am Mecklenburger Friedensseminar und an den Treffen von „Konkret für den Frieden“ in das DDR-weit agierende Netzwerk der unabhängigen Friedens- und Umweltbewegung integriert. Auf vielfältige Weise strebte der Friedenskreis Öffentlichkeit an. Dazu gehörten die „Offenen Freitage“, die Berliner Friedenswerkstatt, die Friedensdekaden, Gemeindetage, die Gestaltung eines eigenen Kirchentagszentrums auf dem Evangelischen Kirchentag im Sommer 1987 in Berlin sowie die Teilnahme am Olof-Palme-Friedensmarsch im September 1987.
Im Gegensatz zu anderen Friedens- und Umweltgruppen war der Pankower Friedenskreis eher zögerlich bei der Veröffentlichung von in den thematischen Arbeitsgruppen erarbeiteten Materialien. Ausnahmen bildeten z. B. die Textsammlung „Das Unvorstellbare vorstellen. Die Folgen eines ‚begrenzten‘ Atomkriegs in Mitteleuropa“ aus dem Jahr 1984 mit Materialien zur Wirkung einer Kernwaffenexplosion, einem fiktiven Szenarium eines Atombombenabwurfs über Berlin und internationalen Appellen gegen die Theorie eines begrenzten Atomkriegs sowie eine Studie zur Weltraumrüstung von 1986.
Mit der Ausarbeitung „Aufforderung zum Dialog an einen Altmeister der Gesellschaftswissenschaften – an Professor Jürgen Kuczynski“ betrat die Ökonomin Barbara Hähnchen aus dem Pankower Friedenskreis mit ihrer fundierten Kritik der staatlichen Subventionspolitik ein inhaltlich neues Gebiet. Die Thesen wurden 1989 weit verbreitet und diskutiert und schließlich durch die Herbstereignisse überholt.
Erst im September 1989 wurde vom Friedenskreis eine kleine Zeitung, das blatt, herausgegeben. Es enthielt „Berichte, Beobachtungen, Beispiele von und für Gruppen und Leute im Kirchenkreis Pankow“. Nach wenigen Ausgaben verlor diese Publikation ihre Funktion und Bedeutung und wurde eingestellt.

## Tätigkeit nach 1989
Nach der Friedlichen Revolution engagierten sich die meisten aktiven Friedenskreismitglieder in den sich formierenden neuen Parteien und Bürgerbewegungen sowie Nichtregierungsorganisationen. Die Arbeitsgruppen des Friedenskreises lösten sich auf, und die Arbeit konzentrierte sich auf die Vorbereitung und Durchführung der monatlichen Treffen sowie von Veranstaltungen in der Kirchengemeinde, zu denen häufig Referenten eingeladen wurden. Öffentlich wirksam wurde der Friedenskreis besonders im Jahr 2006, als er zum Dialog im Zusammenhang mit dem Bau der Khadija-Moschee in Berlin-Heinersdorf aufrief.
Seit 2010 ist der Friedenskreis Mitglied des Trägerkreises „Atomwaffen abschaffen – bei uns anfangen“, der Partner der Internationalen Kampagne zur Abschaffung von Atomwaffen (ICAN) ist, die 2017 den Friedensnobelpreis erhalten hat.

## Ende der Tätigkeit im Oktober 2021
Anlässlich des 40. Jahrestages der Gründung des Friedenskreises fanden am 24. Oktober 2021 in der Ev. Kirchengemeinde Alt-Pankow ein Gottesdienst und ein Gemeindetag statt. Nach vorangegangenen Diskussionen im Friedenskreis und im Gemeindekirchenrat wurde dieser Jahrestag zum Anlass genommen, das Wirken des Friedenskreises zu würdigen und seine Arbeit als Gemeindegruppe zu beenden. Zugleich soll innerhalb der Gemeinde nach neuen Wegen gesucht werden, das Engagement für Frieden, Gerechtigkeit und Bewahrung der Schöpfung neu zu gestalten.

## Sonstiges
Das Archiv des Friedenskreises ist Teil des Archivs der Evangelischen Kirchengemeinde Alt-Pankow. Einige Mitglieder des Friedenskreises haben ihre Archivbestände dem Archiv der Robert-Havemann-Gesellschaft überlassen.